# Сборная Коста-Рики по мини-футболу
Национальная сборная Коста-Рики по мини-футболу представляет Коста-Рику на международных соревнованиях по мини-футболу. Дважды принимала участие в чемпионатах мира (1992 и 2000 год). Сумела набрать очки лишь на втором из них, одержав победу над сборной Австралии.
Сборная Коста-Рики — победитель чемпионата КОНКАКАФ 2000 года. В финальном матче костариканцы со счётом 2:0 одолели сборную Кубы.

## Турнирные достижения

### Чемпионат мира по мини-футболу
- 1989 — не квалифицировалась
- 1992 — 1-й раунд
- 1996 — не квалифицировалась
- 2000 — 1-й раунд
- 2004 — не квалифицировалась
- 2008 — не квалифицировалась
- 2012 — 1-й раунд
- 2016 — 1/8 финала
- 2021 — 1-й раунд
- 2024 — 1/8 финала

### Чемпионат КОНКАКАФ по мини-футболу
- 1996 — 1-й раунд
- 2000 — Чемпион
- 2004 — 3-е место
- 2008 — 1-й раунд